# Can Marisc
Can Marisc és una casa entre mitgeres, a l'entrada del veïnat d'Ermedàs (municipi de Garrigàs, Alt Empordà) inclosa en l'Inventari del Patrimoni Arquitectònic de Catalunya. Can Marisc és un casal dels segles XVII-XVIII, que ha experimentat diverses reformes al llarg dels anys, la torre a la banda de migdia va ser bastida vers la fi del segle xix o principis del segle xx. És una casa de grans dimensions, a la banda nord de l'església de Santa Maria d'Ermedàs. És de planta irregular, consta de planta baixa i dos pisos i té la coberta de teula a dues vessants, amb el carener paral·lel a la línia de façana. La façana principal, a la banda nord, presenta una gran porta d'accés d'arc de mig punt, adovellada, i diverses obertures rectangulars, les del primer pis són balcons amb volada, i les del segon pis balcons ampitadors. La façana lateral a ponent té diverses obertures rectangulars emmarcades en pedra. A la banda de migdia hi ha situada una torre de planta quadrada.